# Дэвис, Стэфани
Стефани «Стеф» Дэвис (род. 4 ноября 1973) — американская скалолазка, вингсьютер и BASЕ-джампер. Она совершила одни из самых сложных в мире женских прохождений на скалах, первая женщина, которая смогла подняться на все вершины Фитц Рой в Патагонии, вторая поднялась на Эль-Капитан свободным лазанием за один день и первая женщина, которая прошла свободным лазанием маршрут Салате на Эль-Кап, пролезла фри соло на Лонгс Пик в Колорадо и поднялась на Торре Эггер в Патагонии.

## Ранние годы и скалолазание
Стеф родилась в Иллинойсе в 1973 году. Она была отличницей и обучалась игре на пианино с 3-х лет по методу Судзуки. К 18 годам она занималась по 6 часов в день, а также играла на флейте и пела. По мнению Стефи, она научилась дисциплине и работе над проектами за 15 лет игры на пианино.
В 1990 году она поступила в Университет Мериленда на факультет английского языка, а в 1991 году на первом курсе обучения она впервые попробовала скалолазание. В свой первый раз она «летала». Ей настолько понравилось скалолазание, что она бросила музыку. На каникулах она занималась скалолазанием в Лонгс Пик и боулдерингом в Хуэко Танкс.
Ей так понравилось скалолазание, что она даже переехала в Колорадо по программе студенческого обмена на год. После получения степени бакалавра, она поступила в Университет Колорадо для получения магистерской степени. Её диплом основан на изучении канонов альпинистской литературы и то, «какими способами реальность не сопоставимой и изменчивой для тех, кто живёт в экстремальных обстоятельствах». Она отказалась от получения докторской степени и поступила в юридическую школу Университета Колорадо, но бросила через 5 дней обучения, поняв, что это не её. Против желания родителей, она решила посвятить жизнь скалолазанию. Для их «обычной» семьи это был шок, и родители в этом никак ей не помогали.
Осенью 1994 г. в Лонгс Пик она встретилась с Дином Поттером. Он бросил учёбу в университете и с 1992 г. жил в своей машине Фольксваген Джетта, чтобы иметь возможность полностью посвятить свою жизнь скалолазанию. Дэвис в это время не была заинтересована в отношениях, но Поттер смог настоять на своем. У них начались сумбурные отношения, в которых они постоянно съезжались и разъезжались, и жили в машинах друга друга в поисках спонсоров.
В 1995 году Дин и Стефи выбрали Моаб в штате Юта в качестве дома для того, чтобы у них была «камера хранения и читательский билет». Они переделали дом на колёсах в обычный коттедж, в котором Дэвис поставила пианино. Они много путешествовали, в том числе в Йосемитский национальный парк, где планировали построить дом, или в другие скалолазные районы.
В 1998 г. бренд Patagonia нанял Стэф в качестве своей первой женской представительницы в скалолазании. Это было именно то, что она хотела. Так она смогла доказать родителям, что может зарабатывать скалолазанием. И все же такая работа заставила её пересмотреть своё отношение: «Чтобы быть профессиональной скалолазкой, вам нужно продавать себя и убеждать всех в том, что ты лучшая. Но я не считаю, что „лучшие“ существуют».
Дэвис и Поттер разошлись в 2001 г. прямо перед поездкой в Патагонию. Дэвис надеялась подняться на вершину Фитц Рой. Все же, месяц спустя в Моабе Поттер сделал предложение и пара поженилась в июне 2002 г. в долине гор Ла Сал.

### Фрирайдер
В 2004 г. Дэвис начала работать над проектом Фрирайдер (7с) — 38-веревочном маршрутом на Эль-Капитане. Её цель — пролезть маршрут свободным лазанием. Для этого она активно изучала маршрут. 2—3 раза в неделю она проходила больше 15 км до вершины, делала себе 300-метровую страховку к нижней части маршрута и лазила в одиночестве. Поттер страховал её на результативной попытке в апреле 2004 г. После истощающего 4-дневного восхождения, она стала первой женщиной, которая пролезла маршрут свободным лазанием. В мае с Хейнзом Заком на страховке она стала второй женщиной после Линн Хилл, которая прошла свободным лазанием Эль-Капитан за 1 день.

### Маршрут Салате
В 2005 г. Стэф стала первой женщиной, которая прошла свободным лазанием маршрут Салате на Эль-Капитан — 35-веревочный маршрут сложностью 7b/+ примерно 980 м длиной. Восхождение, рассчитанное на 5 дней, в связи с непогодой растянулось на 11 дней. При этом у Стеф не было с собой тёплой штормовой одежды и достаточного запаса еды и воды. Стэф пришлось подниматься на вершину за водой и едой, а потом спускаться вниз, чтобы продолжить восхождение.
Дэвис стала также первой женщиной, поднявшейся на Торре Эггер в Патагонии, на который они с Поттером сделали первое однодневное восхождение.
2006 и 2007 года были переломными для Дэвис в отношениях и скалолазании. В 2006 г. брак Дэвис и Поттера распался после его пролаза Хрупкой Арки. Спорное прохождение привело к публичному скандалу из-за пренебрежительного отношения к деликатной достопримечательности и нарушения законов. Многие спонсоры отказались от сотрудничества с Поттером и у пары начались финансовые трудности, которые наложились на и так напряжённые отношения и привели к разводу. В результате Стэф переехала из Йосемити в Колорадо.

### Фри соло
Дэвис специализируется на фри соло лазании и стала одной из самых опытных в этой сфере. Она говорит, что лазит фри соло не для ощущения удовольствия от игры со смертью, а ради чувства «контроля».
Самое сложное её прохождение в этом стиле — 6с+. Возможно, она единственная женщина, которая пролезла фри соло такую категорию.

### Альпинизм
Своё первое восхождение Дэвис совершила в 1998 г. на Inshallah(VI 5.12 A1) в Карокоруме. Дэвис участвовала в нескольких успешных международных альпинистких экспедициях для прохождения новых маршрутов, бигволов и фри соло в Пакистане, Кыргызстане, Баффиновой Земле, Аргентине, Италии и Патагонии.

## Прыжки
В 2007 г. Дэвис начала прыгать с парашютом. Но, так как в Моабе нет официально разрешённых мест для приземления, а она без ума от прыжков с парашютами, ей пришлось переключиться на BASЕ-джампинг, потому что она могла прыгать неподалеку от дома. Зимой 2007 г. она вывихнула и сломала лодыжку, растянула колено, и ей наложили 7 швов на бедре. В конце концов, именно BASЕ-прыжки позволили ей себя «чувствовать комфортно в падении, ощущать страх и отвечать на него обдуманными действиями вместо нерешительности». В 2014 г. Дэвис заявила, что хочет прыгать каждый день или через день, что в целом, составит около 300 прыжков в год.
В 2011 г. Дэвис вышла замуж за BASE-джампера Марио Ричарда. Они провели церемонию на Parriott Mesa, а после прыгнули с парашютами. Пара жила за счёт поддержки спонсоров и основала компанию Moab Base Adventures, предлагающую BASЕ-прыжки, организацию походов и скалолазных выездов в Моабе, а также специальные мероприятия и тренировки для женщин. Как заявила Дэвис: «она просто хочет дать возможность женщинам взять ответственность за свою BASЕ-карьеру и ни от кого не зависеть».
Ричард разбился о скалу во время прыжка в виндсьюте 18 августа 2013 г. сразу же после удачного прыжка Дэвис.

## Значительные прохождения

### Прохождения

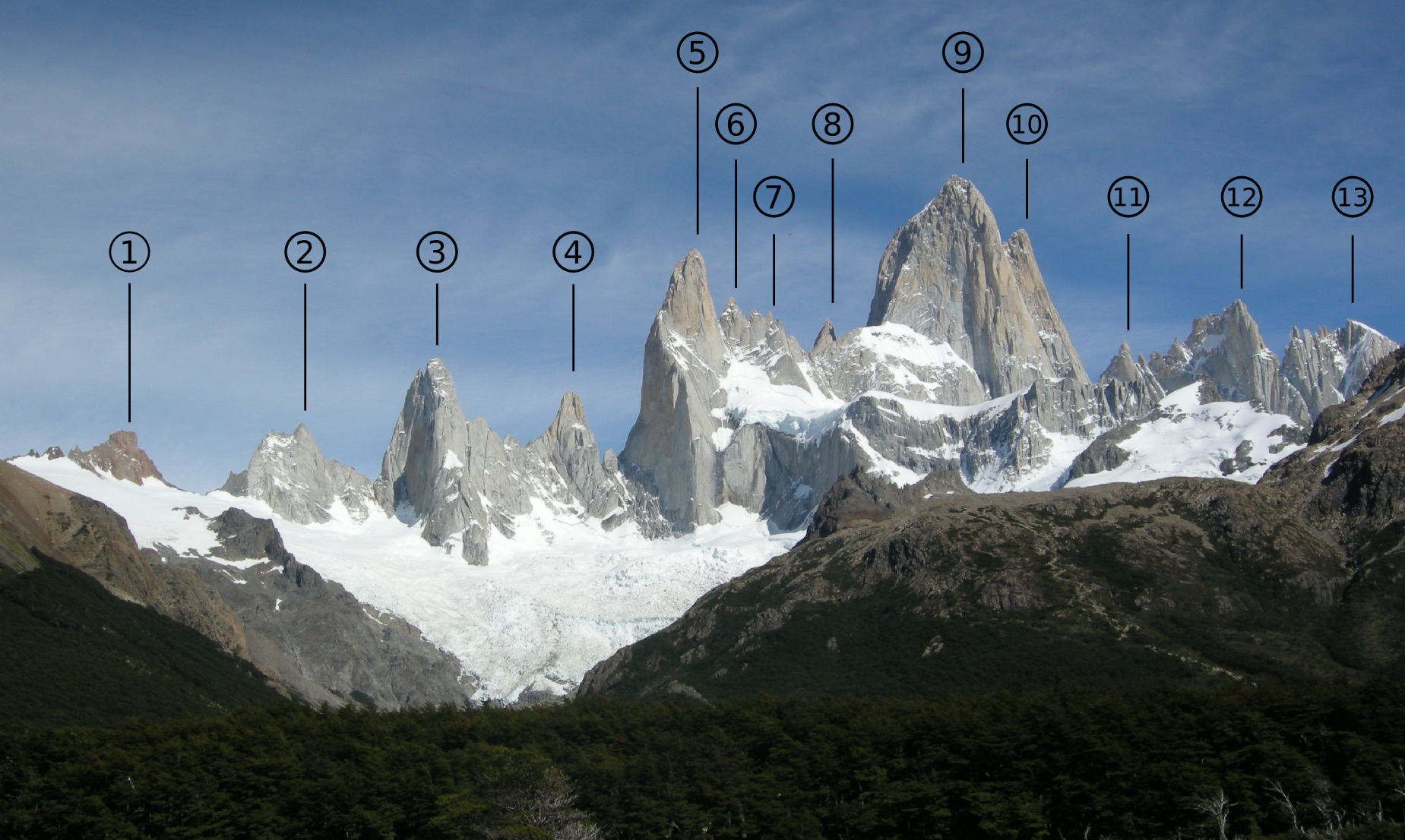
East face of the Fitz Roy group showing Poincenot (5) and Mermoz (12).

- 1996, Обелиск IV 5.11, The Diamond, Long’s Peak, Колорадо — первое полностью женское прохождение с Элейн Ли[1];
- 1996, Tricks are for Kids 7с+/8а, Indian Creek, Моаб (Юта) — первое женское прохождение[1];
- 1997, French Route 7а+, Peak 3850, Ak-Su Valley, Кыргызстан — первое женское прохождение в паре с Кеннаном Харви[1];
- 1997, Big Yellow Moon V 7а, Peak 3850, Кыргызстан — первое женское прохождение в паре с Кеннаном Харви.[источник не указан 4131 день];
- 1998, Inshallah VI 7а A1, Shipton Spire, Пакистан — третье прохождение Shipton Spire, новый маршрут полностью пройденный свободным лазанием, кроме голого 3-метрового участка. С Кеннаном Харли и Сет Шоу[1][источник не указан 4131 день];
- 1999, Zen and the Art of Leadership VI 6с+ A4, Jushua Tower, Gibbs Fjord, Баффинова Земля — новый маршрут с Рассом Митровичем и Брэндоном Канниером[1];
- 2000, All Quiet on the Eastern Front VI 6с+ A3, Tahir Tower, Kondus Valley, Пакистан — новый маршрут и первое покорение вершины с Джимми Чином, Брэдом Робинсоном и Дэйвом Андерсеном[1];
- 2000, Chouinard-Herbert V +с, Сантинель, Йосемитский национальный парк — первое свободное прохождение с Кенни Ягере[1];
- 2000, Zodiac, Эль-Капитан (гора, Калифорния), Йосемитский национальный парк — с Бет Кост, которая сделала первое женское прохождение среди парализованных[1];
- 2001, The Potter-Davis Route V C1 6с+ WI4, северная стена Poincenot, Патагония — новый маршрут[1];
- 2002, Red Pillar 6b+ A1, Aguja Mermoz — с Исааком Кортезом. Стала первой женщиной, которая покорила все семь основных вершин массива Фитц Рой[1];
- 2002, The Epitaph 8а, Tombstone — Первое свободной прохождение с Дином Поттером[1];
- 2004, Freerider VI 7с+/8а, Эль-Капитан (гора, Калифорния), Йосемитский национальный парк — первое женское прохождение. Третья женщина, прошедшая свободным лазанием Эль-Капитан. Прошла свободным лазанием в апреле и вернулась в мае, чтобы пройти свободным лазанием за 1 день[1];
- 2004, The Crackhouse, Моаб (Юта) — Первое женское прохождение.[источник не указан 4131 день]
- 2005, The Tombstone 8а, Моаб (Юта) — Первое свободное прохождение в команде с Дином Поттером.[источник не указан 4131 день]
- 2005, Салате VI 5.13 b/c, Эль-Капитан (гора, Калифорния), Йосемитский национальный парк — первая женщина, прошедшая свободным лазанием Салате, и 10-я среди всех, кто смог пройти этот маршрут свободным лазанием[1];
- 2005, Titanic ED 6+/A2, 1000m, Торре Эйггер, Патагония — первое однодневное восхождение на вершину с Дином Поттером. Первая женщина на вершине[1];
- 2008, Concepcion 8а/+, Моаб (Юта) — третье прохождение маршрута, первое женское.[источник не указан 4131 день]

### Фри соло

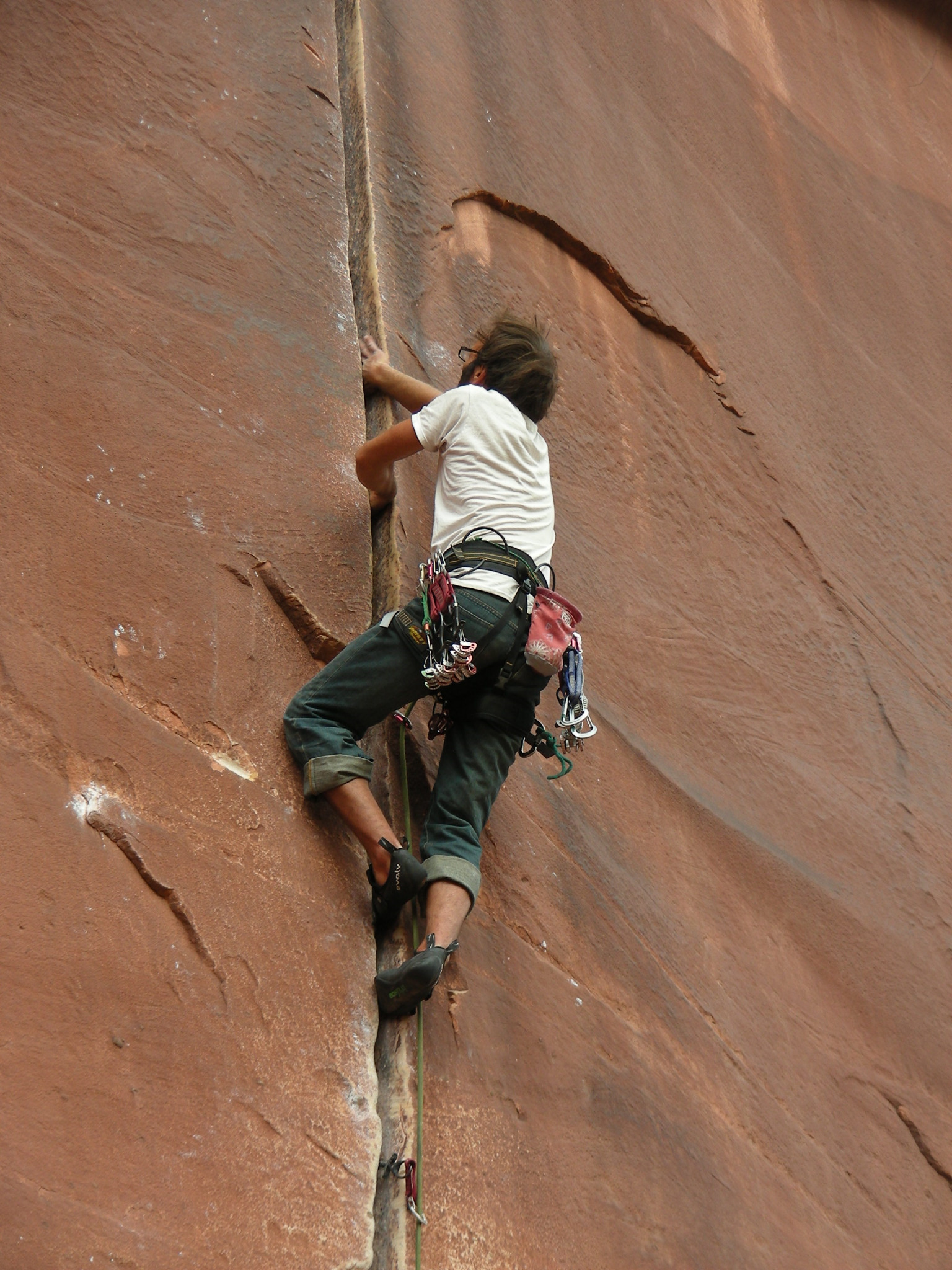
Coyne Crack at Indian Creek being led by a free climber.

- 1997, A Thousand Years of Russian Christianity V 7а+, Peak 4520, Кыргызстан — соло прохождение с верёвкой[1]
- 1999, Coyne Crack 5.11+, Indian Creek, Моаб (Юта)[1]
- 1999, Scarface 5.11, Indian Creek, Моаб (Юта)[1]
- 2007, Casual Route 5.10 The Diamond, Long's Peak, Колорадо — фри соло[1]
- 2007, Pervertical Sanctuary 6с/+ The Diamond, Long's Peak, Колорадо — фри соло[1]
- 2008, North Face, Castleton Tower 6с+, Моаб (Юта) — фри соло и спуск base-прыжком.